# Megathoposoma candezei
Megathoposoma candezei là một loài bọ cánh cứng trong họ Bọ hung (Scarabaeidae).